# Zeeman (Joost Barbiers)
Zeeman is een artistiek kunstwerk in Amsterdam-Centrum.
Het beeld stamt uit ongeveer 1980 en is van de beeldhouwer Joost Barbiers. Hij modelleerde een stevig staande zeeman die op de uitkijk lijkt te staan. Hij staat met de armen over elkaar in regenvaste kleding met de benen enigszins uit elkaar waardoor hij wat stabieler staat. Beeld met voetstuk en sokkel bestaan geheel uit kalksteen en sluiten naadloos op elkaar aan. Opmerkelijk is dat de persoon, de zuidwester en de overige kleding nauwelijks enige detaillering laten zien. Wel is er in de ruim vallende jas enig reliëf aangebracht. Wat ook bijzonder is aan het beeld, is dat er een klein naamplaatje op het voetstuk is aangebracht, iets dat zelden bij beelden in de openbare ruimte in Amsterdam het geval is. Het geheel neigt op het figuratieve deel na, naar abstracte kunst waartoe Barbiers zich in de jaren tachtig wendde.
Het beeld staat op het Kadijksplein, een plein voor het Zeemanshuis, dat in 1985 toch haar deuren sloot.